# Symmerus annulatus
Symmerus annulatus är en tvåvingeart som först beskrevs av Johann Wilhelm Meigen 1830.  Symmerus annulatus ingår i släktet Symmerus och familjen hårvingsmyggor. Enligt den finländska rödlistan är arten sårbar i Finland. Arten är reproducerande i Sverige. Artens livsmiljö är naturlundskogar. Inga underarter finns listade i Catalogue of Life.